# زین‌العابدین تقی‌یف
حاجی زین‌العابدین تقی‌اف (به ترکی آذربایجانی: Hacı Zeynalabdin Tağıyev) (۱۱۹۹ – ۱۳۰۰)، سرمایه‌دار خیر خواه و فرهنگ دوست آذربایجانی اهل باکو. وی توانست در صنعت نفت اطراف باکو سرمایه‌گذاری کند. با پیشرفت این صنعت وی به یکی از بزرگ‌ترین سرمایه‌داران باکو و قفقاز مبدل شد. علاوه بر فعالیت‌های اقتصادی، تقی اف به امور خیریه و فعالیت‌های فرهنگی علاقه‌مند بود. او سرمایه چندین روزنامه ترکی آذربایجانی‌زبان در جمهوری آذربایجان را تأمین کرد و کمک‌های مالی فراوانی به روزنامه‌های فارسی و ترکی آذربایجانی‌زبان چاپ داخل و خارج از ایران مثل تربیت، اختر، حبل‌المتین و مظفری می‌کرد. او چندین مدرسه به سبک جدید در باکو و قفقاز احداث کرد و مبالغ هنگفتی به مدارس داخلی ایران، از جمله مدرسه رشدیه، اهدا کرد. در کتابی با عنوان سرگذشت پنجاه کنشگر اقتصادی ایران از او به عنوان یکی از افرادی که در دویست سال اخیر تأثیر زیادی بر اقتصاد ایران داشته نام برده شده است.

## دوران کودکی و نوجوانی
زین‌العابدین تقی‌اف در خانواده‌ای فقیر در باکو چشم به دنیا گشود. پدر تقی‌اف کفش‌دوز بود و او مادرش را در سن ۱۰ سالگی از دست داد. او از دوران کودکیش خوددار و زحمتکش بود. در ۱۰ سالگی پدرش وی را نزد بنایی برد تا از او بنایی یاد بگیرد. در ۱۲ سالگی وی می‌توانست سنگ بتراشد و در ۱۵ سالگی بنایی نماید. مدتی بعد وی به عنوان استاد ماهر و سرکارگر شناخته شد. در ۲۰ سالگی دیگر مباشری در زمینهٔ سنگ‌تراشی و عمران شروع به فعالیت نمود. آز آنجایی که سابقهٔ کاری در ساخت و ساز داشت، بعداً بر ساخت خانه‌ها و موسسات خویش شخصاً نظارت می‌نمود.

## فعالیت تجاری
تقی‌اف بعداً به تجارت و فعالیت در عرصهٔ صنعت سبک پرداخت و در هر دو به موفقیت دست یافت. پس از مدتی وی صاحب مغازه‌ها و موسسات تولیدکننده مبدل گردید. وی همچنین یکی از کارآفرینانی بود که نفت باکو را از طریق دریای خزر و خط راه‌آهن قفقاز صادر می‌کردند. وی به عنوان صنعتگر با فعالیت‌ها و اقدامات هدفمند خود، از زمرهٔ نخستین صنعتگران ملی محسوب می‌شود که استثمار اقتصاد جمهوری آذربایجان را مختل نموده‌اند.

## صنعت نفت و حمل و نقل
در سال ۱۸۷۲، هنگامی که زمین‌های نفت خیز به حراج گذاشته شدند، تقی‌اف نیز زمینی به اجاره گرفت که، بعداً از آن نفت استخراج گردید و با این روش آرزوهای وی واقعی شدند. بعد شرکت نفتی به نام «حاجی زین‌العابدین تقی‌اف» را دایر نمود. پس درآمدهای تقی‌اف بیشتر گشت و وی چند کارخانهٔ تولید نفت خریداری کرد. در سال ۱۸۹۶، شرکت نفتی وی با تولید نفت ۳۲ میلیون پودی (۵۱۲ کیلوگرام) به بالاترین شاخص رسید.

### صنعت بافندگی
در سال ۱۸۹۷، تقی‌اف با فروش میدان‌های نفتی خود به یکی از شرکت‌های نفتی بریتانیایی، در عرصهٔ غیرنفتی شروع به فعالیت نمود. کارخانهٔ بافندگی باکو که از سوی وی تأسیس شد، اقدامی آغازگر در راستای تولید پنبه در آذربایجان به حساب می‌آید. وی با هدف تأمین کارخانهٔ بافندگی با مواد اولیه، مزارعی برای کاشت پنبه در ناحیه «یولاخ» خرید و در سال ۱۹۰۹ در شهرستان «جواد» کارخانهٔ تصفیه پنبه تأسیس نمود.

### صنعت ماهیگیری
تقی‌اف با سرمایه‌گذاری هنگفتی در زمینه صنعت ماهیگیری، در سال ۱۸۹۰ صاحب شیلات‌ها گردید. وی جهت برای نگهداری از آبزیان، یک کارخانه یخچال، یک کارخانه یخ ساز و یک کارخانهٔ چلیک در «مخاچ‌قلعه» تأسیس نمود.

### املاک
معمار «جوزف گوسلاوسکی» با سفارش زین‌العابدین تقی‌اف طی سه سال (۱۸۹۵ الی ۱۸۹۷) کاخ شاهانه‌ای در مرکز باکو برای وی ساخته است. هر یک از چهار نما و گنبدهای بزرگ روی بام توجه‌ها را از دور به خود جذب می‌کنند. این کاخ هم از نظر نمای ظاهری و نیز طراحی داخلی به عنوان یکی از زیباترین بناهای شهر باکو تلقی می‌گردد.

## نیکوکاری
زین‌العابدین تقی‌اف در کنار این کارها به امور خیریه نیز می‌پرداخت. وی در سال ۱۹۰۱ مبلغی ۳۰۰ هزار مناتی جهت ساخت اولین مدرسهٔ دخترانه در باکو اعطا نمود. بنابر برخی منابع ساخت این مدرسه را همسر وی «سنا» پیشنهاد داده بود. این تنها مدرسهٔ دخترانه در سراسر منطقهٔ ماورای قفقاز بود. تقی‌اف در سرتاسر روسیه به آگاهی بخشی خود معروف بود. این نیز تصادفی نبود. بیانیهٔ اکتبر دولت پس از انقلاب سال ۱۹۰۵ در روسیه، موجب شد تا امور فرهنگی و آموزشی در سرتاسر کشور زنده شود. در هر جای کشور موسسات خیریه بنیاد تأسیس و چاپ روزنامه‌ها و مجلات آغاز گردید. حاجی زین‌العابدین تقی‌اف به عنوان یک خیّر در تأسیس این موسسات نقش آفرینی می‌نمود. اولین مؤسسهٔ خیریه، «بنیاد خیریهٔ مسلمان» بود که در سال ۱۹۰۵ به تأسیس رسیده بود. علاوه بر این، وی در تأسیس بنیادهای خیریه نظیر «نشر و معارف» و «نجات» نقش بسزایی ایفا نموده است.
از اینکه آن روزگار، زندان در جزیره «نارگین» قرار داشت، نزدیکان زندانیان به سختی می‌توانستند به آنجا بروند و از آن‌ها بازدید بنمایند. به همین خاطر آن‌ها جهت تسهیل مشکلشان به زین‌العابدین تقی‌اف مراجعه نمودند. وی جهت رفع این مشکل مردم آسیاب پنج طبقه خود واقع در محوطه شهر باکو را برای تأسیس زندان اهدا نمود.

## مرگ
پس از اشغال آذربایجان توسط شوروی در ۲۸ آوریل سال ۱۹۲۰، وضعیت دگرگونی یافت. اموال ثروتمندان و مردم به نفع دولت مصادره شد و روشنفکران آذربایجانی مورد تعقیب قرار گرفتند. به خواهش مردم آذربایجان، «نریمان نریمانف» یکی از مقامات وقت فرصتی برای انتخاب ملک به زین‌العابدین تقی‌اف داد. وی از میان ملک‌های خود که، دولت مصادره کرده بود، باغ خویش واقع در «مردکان» را برگزید.
حاجی زین‌العابدین تقی‌اف در ۱ سپتامبر ۱۹۲۴ در مردکان در سن ۱۰۱ سالگی درگذشت و ۴ سپتامبر تدفین شد.

## زندگی شخصی
زین‌العابدین تقی‌اف دو بار ازدواج نموده بود. اولین بار با دختر عموی خود «زینب» مزدوج شده و حاصل این ازدواج دو پسر و یک دختر بود. دومین همسر وی «سنا» دختر ژنرال «بالاکیشی بیگ عربلینسکی» بود که حاصل این ازدواج نیز سه دختر و دو پسر بود.

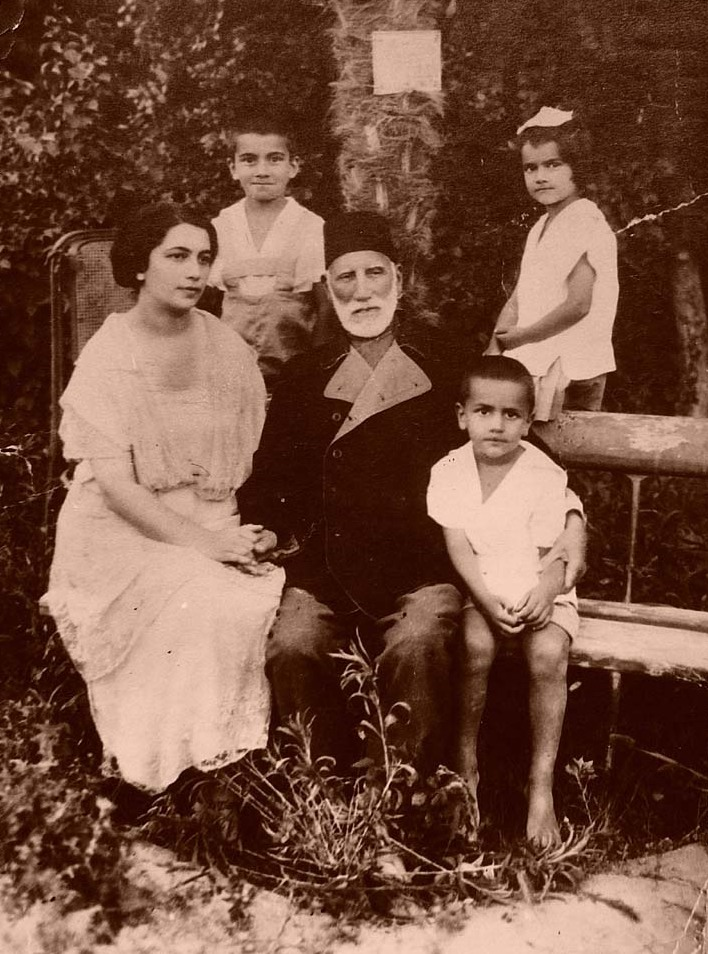
تقی‌اف یک سال پیش از درگذشت به همراه دخترش لیلا و نوه‌هایش

## نشان‌ها و جوایز
- نشان «استانیسلاو مقدس»
- نشان «شیر خورشید»[نیازمند منبع]

## توافق جالب
زین‌العابدین تقی‌اف طی سفر خود به کشور آلمان در یکی از رستوران‌ها با پرداخت ۱۰۰ سالهٔ هزینهٔ غذاهایی که خورده بود، با مدیر این رستوران به توافق جالبی رسیده‌بود. به موجب این توافق، قرار بود در خلال ۱۰۰ سال پیش رو، بخاطر اینکه هزینه مشتریان آذربایجانی این رستوران، از سوی زین‌العابدین تقی‌اف قبلاً پرداخت شده است، دریافت نشود.

## نگارخانه

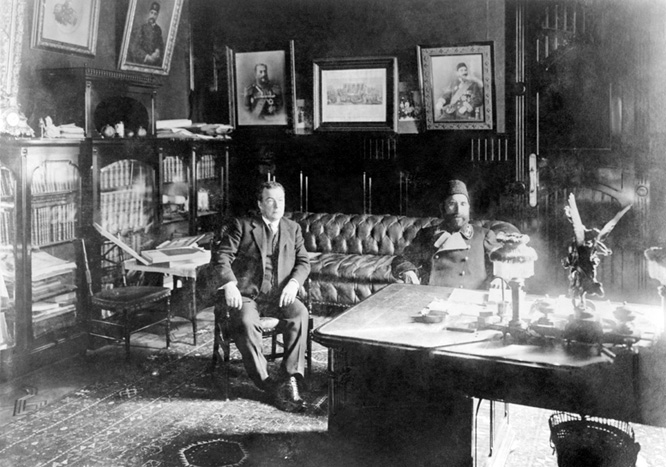
تقی‌اف در دفتر کارش
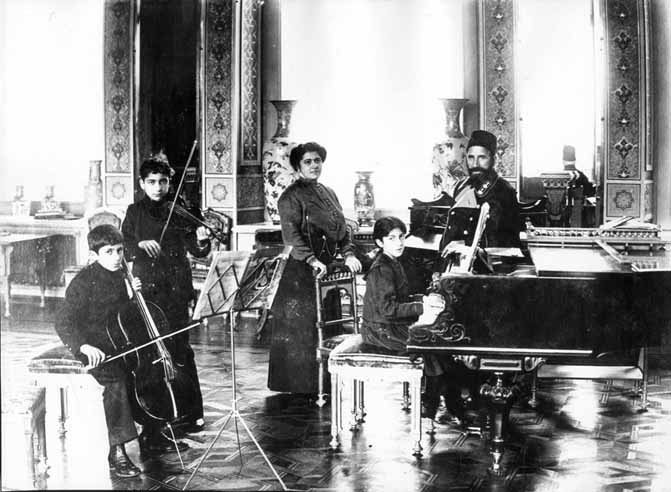
تقی‌اف در کاخش